# Visconde da Vela
Visconde da Vela é um título nobiliárquico criado por D. Luís I de Portugal, por Decreto de 23 de Abril de 1874, em favor de Mendo Saraiva Lobo da Costa Pereira de Refóios.
Titulares
1. Mendo Saraiva Lobo da Costa Pereira de Refóios, 1.º Visconde da Vela.